# Hans-Herbert Ruths
Hans-Herbert Ruths (Cile, 3 febbraio 1901 – Amburgo, 4 giugno 1966) è stato un alpinista e magistrato tedesco, fu un alpinista d'alta quota delle vette himalayane,  partecipò alla  spedizione alpinistica tedesca al Nanga Parbat del 1938.

## Biografia
Nato in Cile nel 1901, quando i suoi genitori tornarono ad Amburgo  completò gli studi di giurisprudenza e contemporaneamente si dedicò con passione all'alpinismo mentre studiava a Monaco di Baviera. Ben presto si unì al gruppo di alpinisti guidato da Paul Bauer, il cui obiettivo era quello di prendere parte alla scalata degli Ottomila himalayani. Grazie alle sue eccezionali capacità alpinistiche, fu incluso nel gruppo che compì il viaggio di ricognizione al Nanga Parbat e alla partecipazione alla spedizione alpinistica tedesca al Nanga Parbat del 1938. In questa occasione durante la scalata del Rakhiot Peak solo una fortunata coincidenza impedì i primi decessi. Hans-Hebert Ruhs e Ludwig Schmaderer, accompagnati da due portatori, furono sorpresi da un'enorme valanga. Sopravvissero solo perché si trovavano sotto un piccolo sperone di ghiaccio che divideva le masse di ghiaccio e neve direttamente sopra di loro. La scalata alla vetta fu di notevole difficoltà e il gruppo di testa composto da Mathias Rebitsch e dallo stesso Herbert Ruths raggiunse la Sella d'Argento (Silbersattel) ad un'altezza di di 7.451 m quando a causa del monsone dovettero rinunciare alla salita del vertice. Quando scoppiò la seconda guerra mondiale, era già in servizio militare. Dopo aver partecipato per diversi anni al conflitto ed essere stato gravemente ferito, assunse un incarico dirigenziale presso la scuola delle guide alpine della 1ª Divisione di fanteria da montagna della Wehrmacht a Fulpmes. Grazie ai rapporti che si crearono, molti alpinisti della Germania settentrionale, in particolare della sezione di Amburgo, poterono dedicarsi all'alpinismo più rigoroso nelle Alpi bavaresi già molto presto dopo la guerra. Si dedicò all'alpinismo su roccia e ghiaccio, con mete particolarmente impegnative nelle Alpi orientali, nelle Dolomiti e, soprattutto, nelle Alpi occidentali. Tra le tante, meritano di essere menzionate la salita del Monte Bianco attraverso la cresta Peuterey e quella del Cervino attraverso la cresta Zmutt. Nel   1956 si dimise dall'incarico di vicepresidente  della sezione alpina di Amburgo del Deutscher und Österreichischer Alpenverein e assunse l'incarico della direzione tecnica. Fu  vicepresidente del tribunale distrettuale di Amburgo. Morì il 4 giugno 1966.